# Dubtribe Sound System
Dubtribe Sound System is een Amerikaanse deephouseact uit San Francisco die bestond uit producer Sunshine Jones en zangeres Moonbeam Jones. De groep stond bekend om liveoptredens die soms uren konden duren. De groep was actief van 1991 tot 2005. Sinds 2009 is de groep weer actief. 

## Geschiedenis
Sunshine Jones begon ooit in de punk en kwam later in een acidjazzgroep waar hij de leiding had. Op een gegeven moment werd Moonbeam Jones zangeres van de band. Het tweetal kreeg een relatie en trouwde. Na een vakantie in Ibiza werd housemuziek zijn favoriete muziek. Toen hij weer thuis was probeerde hij de koers van de groep te verleggen naar housemuziek. Die leidde tot onenigheid waardoor de groep uiteenviel en enkel hij en Moonbeam over bleven. Ze gingen verder als Dubtribe Soundsystem. Dit vloeide voort uit een maandelijkse party die ze organiseerden onder de naam Dubtribe. Ze debuteerden in 1993 met het nummer Mother Earth. Een jaar later verscheen het debuutalbum Sound System. Ook verschenen er enkele singles onder de naam "Trip 'ta' Funk". In 1997 richtten ze daarvoor ook het eigen label Imperial Dub Recordings op. 
Meer bekendheid kregen ze in 1999 met het album Bryant Street dat door Jive Records werd uitgebracht. Het werd niet heel succesvol. Al verscheen de track Equitoreal op diverse compilaties. De groep raakte echter in conflict met de platenmaatschappij. Na het weigeren van toestemming voor het gebruik van een song voor een reclame werden ze op straat gezet. De groep overwoog te stoppen totdat Simon Dunmore van Defected Records contact opnam. Op dit label brachten ze Do It Now (2001) uit, dat een populaire track op compilaties werd. In 2003 brachten ze er ook hun album Baggage uit.
In 2005 raakte Moonbeam zwanger en wilde stoppen met de groep om tijd te kunnen besteden aan het gezin. Dit leidde tot onenigheid waardoor het duo scheidde en de band ten einde kwam. Sunshine Jones bracht nog wel solowerk uit. Zo verscheen in 2006 het album Seven Tracks In Seven Days. In 2009 kwamen ze echter weer bijeen voor een liveoptreden. Sindsdien treden ze incidenteel op. In 2012 bracht Sunshine de albums Bélle Âme Électronique en Gas Masks & Crazy-Girls uit als mp3. Ook zijn er plannen voor een nieuw album als Dubtribe Sound System.

## Discografie
Albums:
- Sound System (1994)
- Selene Songs (1995)
- Bryant Street (1999)
- Baggage (2003)
- Versions (2004)